# Schloss Muri

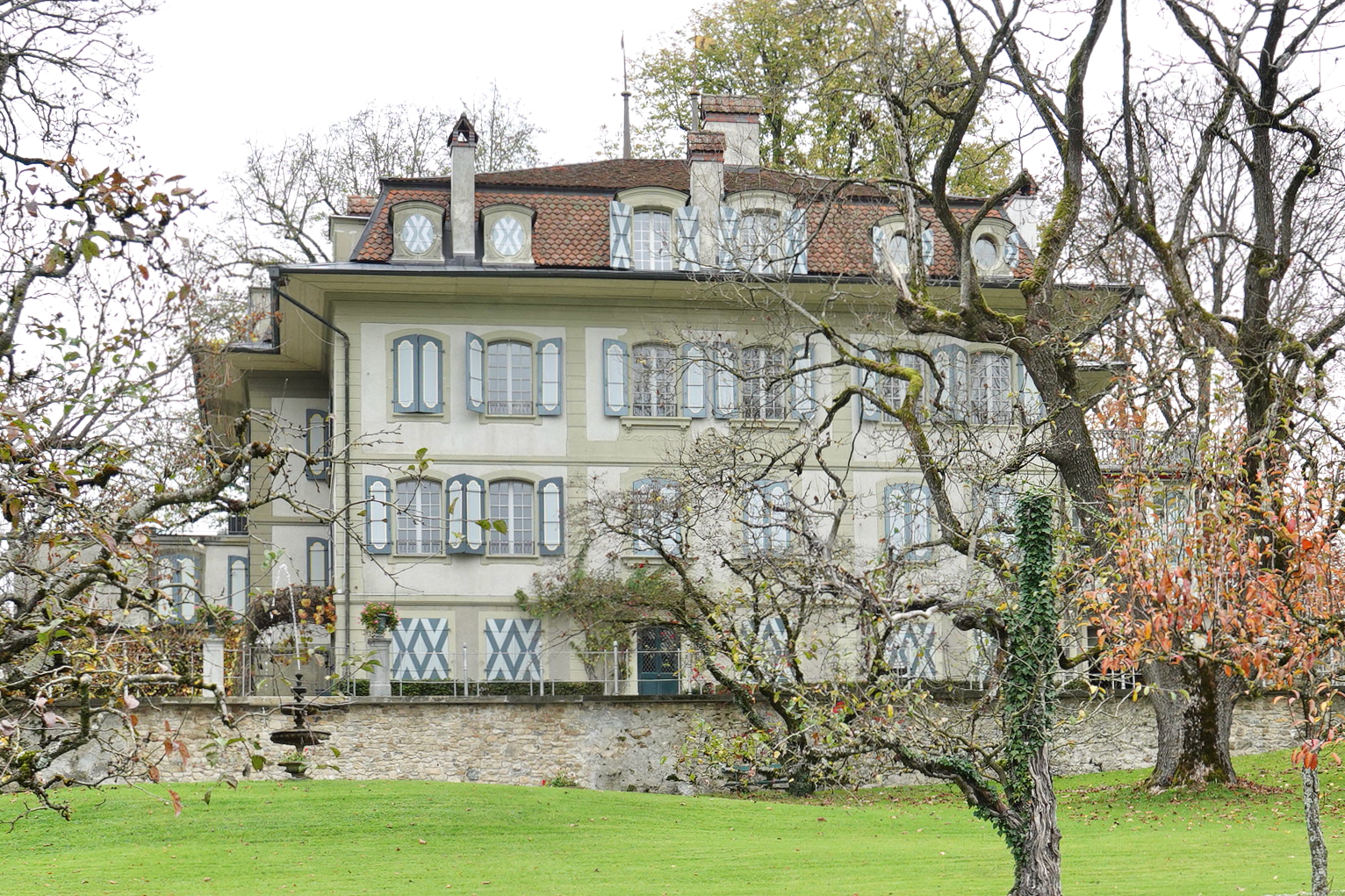
Schloss Muri (2024)

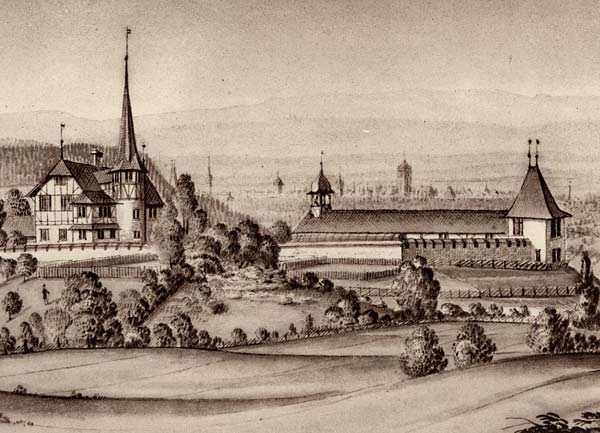
Schloss Muri, Zeichnung von Albrecht Kauw (1670)

Das Schloss Muri ist ein Schloss auf dem Murihügel in der Gemeinde Muri bei Bern im Kanton Bern.

## Geschichte
Die erste dokumentierte Besiedlung ist keltisch/römischen Ursprungs (bedeutende archäologische Funde 1832). Die villa Mure gehörte im 12. Jahrhundert zur Herrschaft Geristein, im 13. Jahrhundert dem Kloster Interlaken, im 15. Jahrhundert der Kartause Thorberg und fiel 1528 nach Aufhebung des Klosters an die Stadt und Republik Bern. Das auf Albrecht Kauws Aquarell 1670 dargestellte Schloss liess Johann Rudolf von Diesbach um 1658 errichten (oder umbauen), er war Oberst in Frankreich und später Landvogt von Lenzburg und erwarb ab 1650 grosse Grundstücke. 1695 wurde es von Albrecht von Mülinen erworben und blieb danach bis 1758 im Besitz von dessen Nachkommen. Dann wurde es infolge finanzieller Schwierigkeiten der damaligen Besitzerfamilie an den Burger und Metzger Abraham Heggi verkauft. Seine Nachfolger liessen grosse Umbauten vornehmen, die schliesslich ihre finanziellen Möglichkeiten überstiegen.
1825 erwarb der Arzt Samuel Lehmann das Schloss und 24 Jahre später kaufte es der Bankier Ludwig Emanuel von Wagner. Er baute um und vergrösserte das Gebäude. 1892 vererbte die Witwe Wagners die Domäne Louise Fanny und den sechs Kindern der verstorbenen zweiten Tochter. Louise Fanny, die schon seit 1870 Witwe des Jakob Rudolf Ludwig von Ernst war, zahlte ihre Miterben aus und vermachte Schloss Muri ihren Kindern Armand Heinrich Friedrich und Louise Katharina Henriette, die ihren Anteil dem Bruder verkaufte. 1938 wurde der Sohn des bisherigen Besitzers, der Bankier Alfred Alexander Ludwig Armand von Ernst Eigentümer des Schlosses, das er nach umfangreichen Renovationen und Umbauten von Orangerie und Schlossscheune 1980 seiner Tochter Catherine Stankiewicz–von Ernst vermachte.